# Gliese 167
Gliese 167 è una stella di classe spettrale K5-V nella costellazione del Dorado, distante circa 43 anni luce dal Sistema solare. Si tratta di una nana arancione di classe spettrale K5V, più fredda e meno massiccia del Sole: la massa è il 76% di quella solare, il raggio il 71% mentre la temperatura superficiale è di circa 4600 K.